# سوقومون سوقومونیان (دولتمرد)
سوقومون سریوژایی سوقومونیان (ارمنی: Սողոմոն Սերյոժայի Սողոմոնյան؛ زادهٔ ۴ مارس ۱۹۶۰) یک سیاستمدار اهل ارمنستان است که از تاریخ ۲۰۱۹ تا تاریخ ۲۰۲۱ سمت نمایندگی دوره هفتم مجلس ملی جمهوری ارمنستان را برعهده داشت.

## زندگی‌نامه
در ۴ مارس ۱۹۶۰ در مارتونی به دنیا آمد و از انستیتو دام‌پروری و دام‌پزشکی ایروان فارغ‌التحصیل شد. 